# Остзейский комитет
Остзейский комитет для рассмотрения вопросов землевладения в Остзейском крае был создан по указанию Российского императора Николая I-го в 1846 году. Комитет был распущен в 1876 году.

## История
Комитет был создан  после того как крестьяне Лифляндской губернии стали в массовом порядке переходить из лютеранства в православие в надежде что это даст им право на земли в южных провинциях Российской империи. В период с 1840 по 1852 год до 12 % всех церковных общин Лифляндской губернии перешли в православие.
В первом составе комитета состояли как представители Имперской администрации так и представители остзейских землевладельцев — балтийские немцы. Заседания шли на русском языке, которого землевладельцы не знали и поэтому все документы согласовывались во французском переводе, который понимали все.
Остзейский комитет в 1849 году рекомендовал «временные» правила по которым земля оставалась у прежних владельцев — в подавляющем большинстве у остзейской знати — но права на продажу земли были существенно ограничены. По правилам 1849 года землю можно было продать или сдать в аренду только крестьянам её непосредственно обрабатывающим. Для финансирования таких продаж был учрежден крестьянский земельный банк, который выдавал крестьянам ссуду под 4 % годовых. Было также запрещено передавать землю в собственность в обмен на труд — только через куплю-продажу.
В результате реформированного земельного законодательства, принятого в Остзейском крае в 1849 году и остававшегося неизменным до 1919 года к концу XIX века большинство землевладельцев в Прибалтике составляли крестьяне.

## Известные члены комитета в разные периоды
- Пален, Пётр Петрович — председатель с 5 июня 1846 года по  1859 год
- Гринвальд, Родион Егорович — председатель с 1859 года по 23 апреля 1876 года
- Киселёв, Павел Дмитриевич
- Ган, Павел Васильевич
- Ланской, Сергей Степанович
- Ливен, Вильгельм Карлович
- Лилиенфельд-Тоаль, Павел Фёдорович
- Мейендорф, Егор Фёдорович
- Муравьёв-Виленский, Михаил Николаевич
- Александр фон Нолкен
- Александр фон Оттинген
- Пален, Матвей Иванович
- Перовский, Лев Алексеевич
- Сенявин, Иван Григорьевич
- Суворов, Александр Аркадьевич
- Гамилькар фон Фолкерзам
- Шувалов, Пётр Андреевич
- Шульц, Павел Антонович